# Andrea Agnelli

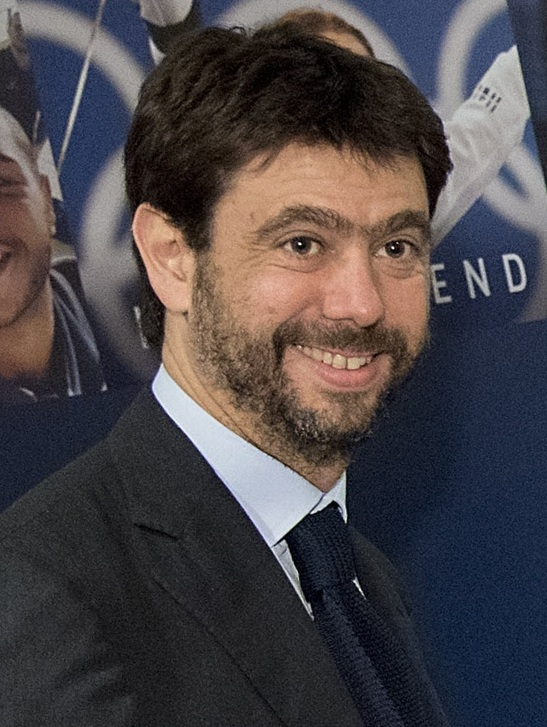
Andrea Agnelli (2017)

Andrea Agnelli (* 6. Dezember 1975 in Turin) ist ein italienischer Industrieller und Fußballfunktionär aus der Unternehmerfamilie Agnelli. Von Mai 2010 bis November 2022 war er Präsident des Fußballvereins Juventus Turin und ist ein nicht geschäftsführendes Mitglied des Board of Directors von Exor und Stellantis.

## Leben
Andrea Agnelli ist der Sohn des 2004 verstorbenen Umberto Agnelli. Er studierte an der St Clare’s International School in Oxford und später an der Universität Bocconi in Mailand. Er hatte auch für Piaggio, Auchan und Ferrari gearbeitet.
Im Mai 2010 wurde er von seinem Neffen 2. Grades John Elkann zum Präsidenten von Juventus Turin ernannt. Er ist das vierte Mitglied der Familie Agnelli, das den Fußball-Club (nach seinem Vater, seinem Onkel Gianni Agnelli und seinem Großvater Edoardo Agnelli) leitete. Eine seiner ersten Handlungen als Präsident von Juventus war die Ernennung von Giuseppe Marotta zum Manager.
Seit 5. September 2017 war Agnelli als Nachfolger von Karl-Heinz Rummenigge Vorsitzender der European Club Association (ECA).
Am 18. April 2021 trat er als ECA-Vorsitzender zurück. Einen Tag später wurde bekannt, dass er Vizepräsident der neuen The Super League werden sollte, ehe deren Realisierung bereits am 21. April am Rückzug mehrerer als Teilnehmer vorgesehener Vereine scheiterte.
Am 28. November 2022 trat der Vorstand von Juventus, inklusive Agnelli, vor dem Hintergrund einer desolaten Finanzlage des Vereins und Ermittlungen der Staatsanwaltschaft wegen Verdachts der Bilanzfälschung zurück.